# Cottondale
Cottondale és una població dels Estats Units a l'estat de Florida. Segons el cens del 2000 tenia 869 habitants.

## Demografia
Segons el cens del 2000, Cottondale tenia 869 habitants, 376 habitatges, i 239 famílies. La densitat de població era de 220,7 habitants per km².
Dels 376 habitatges en un 31,1% hi vivien nens de menys de 18 anys, en un 41% hi vivien parelles casades, en un 19,4% dones solteres, i en un 36,2% no eren unitats familiars. En el 34,6% dels habitatges hi vivien persones soles el 17,3% de les quals corresponia a persones de 65 anys o més que vivien soles. El nombre mitjà de persones vivint en cada habitatge era de 2,31 i el nombre mitjà de persones que vivien en cada família era de 2,94.
Per edats la població es repartia de la següent manera: un 27,7% tenia menys de 18 anys, un 9,8% entre 18 i 24, un 24,3% entre 25 i 44, un 22,8% de 45 a 60 i un 15,4% 65 anys o més.
L'edat mediana era de 36 anys. Per cada 100 dones de 18 o més anys hi havia 78,9 homes.
La renda mediana per habitatge era de 20.509 $ i la renda mediana per família de 26.667 $. Els homes tenien una renda mediana de 24.545 $ mentre que les dones 18.571 $. La renda per capita de la població era d'11.266 $. Entorn del 24,8% de les famílies i el 27,4% de la població estaven per davall del llindar de pobresa.

## Poblacions més properes
El següent diagrama mostra les poblacions més properes.